# Малий Зюдостинський
Малий Зюдостинський (рос.: Малый Зюдостинский) — острів у північно-західній частині Каспійського моря в дельті Волги. Адміністративно розташовано в Камизяцькому районі Астраханської області Росія.